# MISSA
Missa (estilizado em maiúsculas como MISSA) é o primeiro EP da banda de rock japonesa Dir en grey, lançado em 25 de julho de 1997, após o fim do La:Sadie's. "Byou Shin" foi regravada mais tarde pela banda em seu segundo EP, six Ugly.

## Recepção
Alcançou a 93ª posição na Oricon Albums Chart.

## Faixas
| N.º | Título                  | Música      | Duração |  |
| 1.  | "Kiri to Mayu (霧と繭)" | Kaoru       | 5:08    |  |
| 2.  | "[S]"                   | Kyo         | 3:32    |  |
| 3.  | "Erode"                 | Toshiya     | 6:30    |  |
| 4.  | "Aoi Tsuki (蒼い月)"    | Dir en grey | 5:06    |  |
| 5.  | "Garden"                | Dir en grey | 5:27    |  |
| 6.  | "Byou「」shin (秒｢｣深)" | Kaoru       | 5:39    |  |

## Créditos
Dir en grey
- Kyo (京) – vocais
- Kaoru (薫) – guitarra
- Die – guitarra
- Toshiya – baixo
- Shinya – bateria